# كتاب العطايا والنوادر
كتاب الهدايا والنوادر أو كتاب العطايا والنوادر أو كتاب الذخائر والتحف هو كتاب تاريخ عربي يعرض ثروة وترف الخلفاء من القرن السادس إلى القرن الحادي عشر. كتب الكتاب مسؤول في الخلافة الفاطمية في مصر في وقت ما بعد عام 1071م. يعتبر الشكل الباقي من العمل غير مكتمل ولا يحتوي على إسناد، وقد نُسب إلى القاضي الراشد أحمد بن الزبير.

## تأليف الكتاب
يظل مؤلف كتاب الهدايا مُتنازع عليه.

### ابن الزبير
عرّف المحرر الأول للنص محمد حميد الله، المؤلف بأنه القاضي الراشد أبو الحسين أحمد بن القاضي الرشيد بن الزبير. لا يشتهر هذا الاسم إلا من بعض استشهادات الغزولي، على الرغم من أن حميد الله جادل بأنه مطابق للمهذب بن الزبير الذي وردت أشعاره في كتاب المقريزي. لم يرد ذكر القاضي الرشيد بن الزبير في أي من قواميس السير الذاتية التي تغطي القرن الحادي عشر.
حددت غادة الحجاوي القدومي في رسالتها للدكتوراه أن ابن الزبير هو مؤلف الكتاب بشكل مبدئي، على أساس اسمه ولقبه، باعتباره الأخ الأكبر للجد الأكبر للقاضي أحمد بن الزبير، الذي تُوفي عام 1166 أو 1167م. ذُكر هذا الأخير في قاموس السيرة الذاتية لابن خلكان. انتمي ابن الزبير إلى عائلة من القضاة بالوراثة.
يعرف شاكر مصفى ابن الزبير بقاضي بالقرن الثاني عشر، بينما يعرفه المقرزي بأنه شاعر توفي عام 1166م. ويرفض القدومي فرضية حميد الله ويتعامل مع النص على أنه مجهول.

## النسخ
لا توجد نسخة كاملة من كتاب الهدايا والنوادر. تعتبر النسخة الموجودة الآن في مكتبة أفيون قره حصار في تركيا هي النسخة الوحيدة المشهورة. لا يعتبر الكتاب نصًا كاملًا، ولكنه يتكون من مقتطفات جمعها شهاب الدين العوضي في القرن الخامس عشر. تحمل المخطوطة نفسها توقيعًا لابن دقماق المتوفى عام 1406. ربما كانت المخطوطة ملكًا للوزير العثماني كدك أحمد باشا (1473–1482). لم يتم ذكر الاقتباسات من كتابي الخطط واتعاظ الحنفاء للمقريزي ولا كتاب المطالي للغزولي في مخخطوطة العوضي.
صدرت الطبعة الأولى من كتاب الهداديا والنوادر كأول مجلد من سلسلة "التراث العربي" في الكويت عام 1999 تحت عنوان كتاب الذخائر والتحف. نُشرت الترجمة الإنجليزية عام 1996 تحت عنوان Book of Gifts and Rarities.

## المحتوى
يعتبر كتاب العطايا والنوادر هو كتاب تاريخي يعرض تبادل الهدايا بين الحكام والاحتفالات الفخمة والمكلفة والميراث والكنوز الدفينة. ينقسم الكتاب إلى اثني عشر فصلاً، مقسمة إلى 414 فقرة. ومع ذلك، تجمع نسخة العوضي فصلين في فصل واحد (الفصول الخامس والعاشر)، مما يجعل مجموعها عشرة فصولهي:
1. الهدايا.
2. النفقات على حفلات الزفاف الشهيرة والحفلات التي لا تنسى.
3. أعياد الختان الشهيرة واحتفالات إتقان تلاوة القرآن.
4. الأيام البارزة والتجمعات في الإجازات السنوية والاحتفالات المزدحمة.
5. الأشياء النادرة والكنوز المحمية.
6. وصايا الموروثات.
7. الأشياء التي تُركت بعد وفاة والدة الخليفة.
8. الغنائم بعد الفتوحات والغزوات.
9. ذكر الكنوز، والكنوز الدفينة والكنوز القديمة المخفية، ومن وجدوها
10. النفقات

يتكلم الكتاب بشكل رئيسي عن السلالات العباسية والإياضية والفاطمية. يحظى الخلفاء الراشدين الأوائل والأمويين بتغطية أقل، والتي تتعلق في الغالب بغنائم الحرب. يبرز العمل بأكمله زيادة تدريجية في الرفاهية بين الحكام المسلمين. وضع العوضي الفاطميين في الفصل الأخير. وكانت أقدم حادثة سردها في النسخة الباقية من النص هي الهدايا التي أرسلها الملك الساساني كسرى الأول إلى حكام الصين والهند والتبت. جاء الفصل الأخير مؤرخًا بعام 1071. ويمتد نطاق الكلام بالكتاب جغرافيًا من الأندلس غربًا إلى السند شرقًا.
كان المؤلف شاهد عيان على بعض ما سجله، لكن أُخذت معظم الأحداث من مصادر مكتوبة. ويستشهد الكاتب بـ 21 مرجعًا كتابيًا مختلفًا بالإضافة إلى بعض شهود العيان.
يعتبر الكتاب أهم مصدر للؤلؤتين شهيرتين كبيرتي الحجم، اليتيمة والعظيمة.

## فهرس
- Bosworth، C. E. (1965). "An Embassy to Maḥmūd of Ghazna Recorded in Qāḍī Ibn az-Zubayr's Kitāb adhdhakhā'ir wa't-tuḥaf". Journal of the American Oriental Society. ج. 85 ع. 3: 404–407. JSTOR:597823.
- Christys، Ann (2010). "The Queen of the Franks Offers Gifts to the Caliph al-Muktafiʾ". في Wendy Davies؛ Paul Fouracre (المحررون). The Languages of Gifts in the Early Middle Ages. Cambridge University Press. ص. 149–170.
- Halm، Heinz (2005). "Das 'Buch der Schätze und Raritäten': Zur Autorschaft und Überlieferung des Kitāb aḏ-ḏaḫāʾir wa t-tuḥaf". في U. Vermeulen؛ J. van Steenbergen (المحررون). Egypt and Syria in the Fatimid, Ayyubid and Mamluk Eras. Peeters. ج. 4. ص. 79–84.
- Ḥamīdallāh، Muḥammad (1953). "Embassy of Queen Bertha of Rome to Caliph al-Muktafi Billah in Baghdad 293H./906". Journal of the Pakistan Historical Society. ج. 1: 272–300.
- Ḥamīdallāh، Muḥammad، المحرر (1959). Kitāb adh-dhakhāʾir waʾt-tuḥaf. Kuwait.{{استشهاد بكتاب}}:  صيانة الاستشهاد: مكان بدون ناشر (link)
- Qaddūmī، Ghāda al-Ḥijjāwī al- (1996). Book of Gifts and Rarities (Kitāb al-Hadāyā wa al-Tuḥaf): Selections Compiled in the Fifteenth Century from an Eleventh-Century Manuscript on Gifts and Treasures. Harvard University Press.
- Qaddumi، Ghada Hijjawi (1990). A Medieval Islamic Book of Gifts and Treasures: Translation, Annotation and Commentary on the Kitab al-Hadaya wa al-Tuhaf (PhD dissertation). Harvard University.
- Shalem، Avinoam (1997). "Jewels and Journeys: The Case of the Medieval Gemstone Called al-Yatima". Muqarnas. ج. 14: 42–56. JSTOR:1523235.